# Leonora Carrington
Leonora Carrington (6 tháng 4 năm 1917 – 25 tháng 5 năm 2011) tại thị trấn nhỏ Chorley, Lancashire phía bắc nước Anh. Bà là một họa sĩ theo trường phái siêu thực. Nhưng trong suốt thời gian bà sống tại México, bà còn viết văn – một tiểu thuyết gia
Gia đình Carrington la` một gia đình thuộc tầng lớp quý tộc: cha la` một nhà tư bản công nghiệp giàu có, mẹ mang một vẻ đẹp Aillen được cung phụng như một tín đồ công giáo.
Tuổi thơ của Carrington gắn liền với những tòa lâu đài mang những vẻ đẹp bí ẩn và đầy ma lực, nơi mà chính là tiền đề cho sự phát triển tài năng của Carrington sau này
Năm Carrington 14 tuổi, bà được gửi đi học trong một nhà tu công giáo, suốt một thời gian dài cô phải chịu đựng những bà tu sĩ với đống luật lệ chặt chẽ và hà khắc.Tuy nhiên Carrington đã sớm chống lại những quy luật hà khắc đó, tìm con đường phát triển cho chính mình:sáng tạo nghệ thuật. Sự lựa chọn này gặp không ít trở ngại từ cha của bà, ông phản đối kịch liệt.Nhưng với niềm đam mê muốn được sáng tạo thôi thúc, cùng với sự động viên của mẹ, bà đã quyết tâm theo đuổi con đường nghệ thuật của riêng mình. Bà đã thuyết phục được mẹ gửi mình sang Ý để theo học một lớp học về nghệ thuật
Trở về Lon Don, bà tiếp tục theo hoc trường nghệ thuật Chelsea, sau đó là viện hàn lâm của Amédée Ozenfant.
Tiếp xúc đầu tiên của Carrington với chủ nghĩa siêu thực là tác phẩm "Deux Enfants Menaces Par un Rosignol" của Max Ernst trên chất liệu vỏ cây
Carrington kết hôn với Chiqui Weisz – một thợ chụp ảnh vào năm 1946 và có hai con trai với ông ta, Gabriel và Pablo. 
Những tác phẩm của bà nổi tiếng khắp thế giới với những đóng góp không nhỏ làm hình thành nên một "chủ nghĩa siêu thực".Bà đã có những triển lãm ở Mexico City, New York, San Francisco, Paris, London, Munich và Tokyo.Những sách của bà được dịch ra 6 thứ tiếng